# Jelena Krasowska

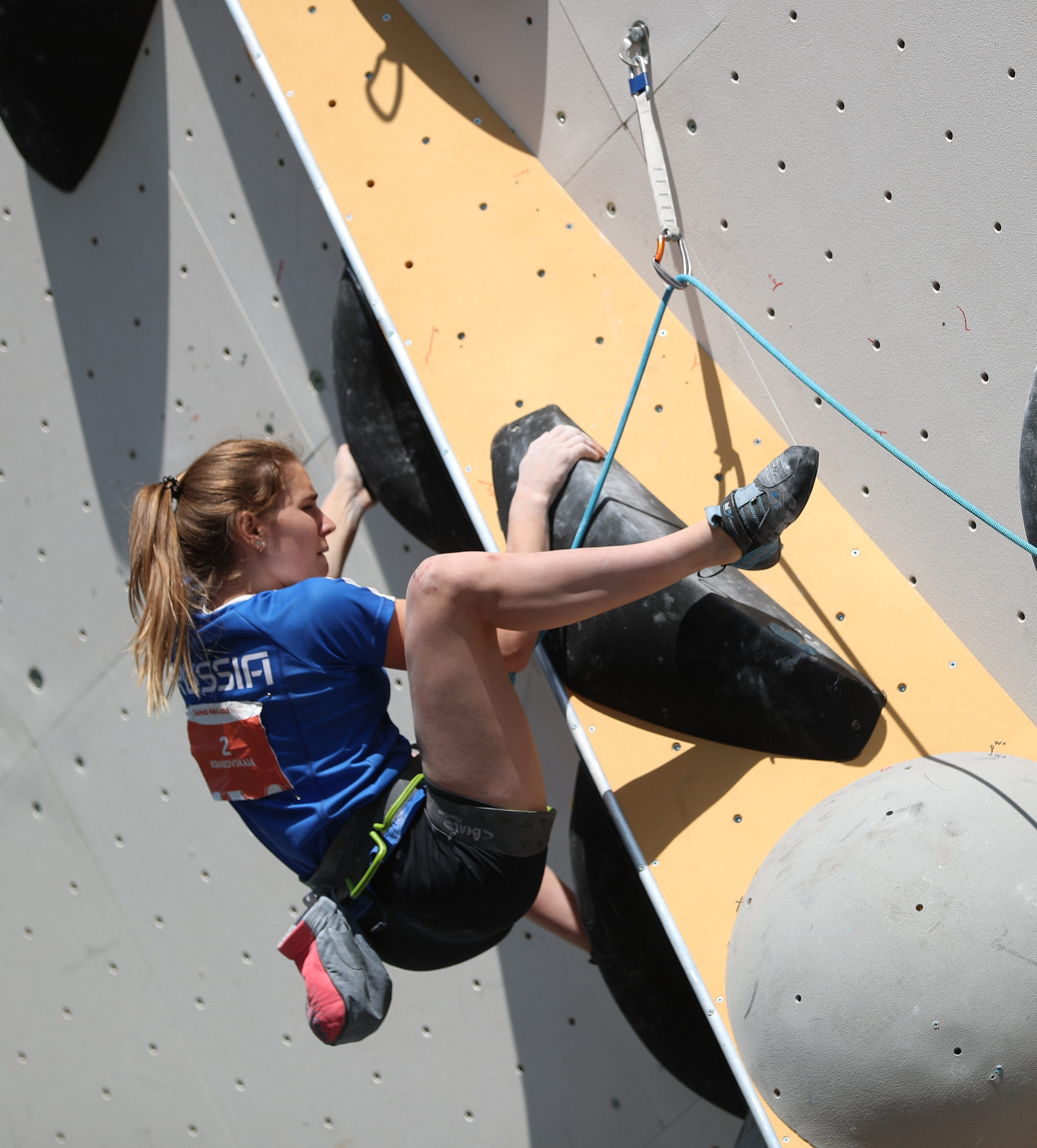
MŚJ 2018 (Buenos Aires). Krasowska na ścianie wspinaczkowej w prowadzeniu

Jelena Aleksandrowna Krasowska (ros. Елена Александровна Красовская, ur. 29 maja 2000 w Miassie) – rosyjska wspinaczka sportowa specjalizująca się w boulderingu, prowadzeniu oraz we wspinaczce łącznej. Mistrzyni świata we wspinaczce sportowej w konkurencji wspinaczki łącznej z 2016 roku.

## Kariera
W 2016 na mistrzostwach świata we wspinaczce sportowej w Paryżu w konkurencji wspinaczki łącznej zdobyła złoty medal.

## Osiągnięcia

### Mistrzostwa świata
| Konkurencje       | 2016 | 2018 | 2019  |
| Bouldering        | 6    | 49   | 23-24 |
| Prowadzenie       | 29   | 43   | 48-51 |
| Wsp. na czas      | 20   | 89   | 17    |
| Wspinaczka łączna | 1    | 48   | 22    |

### Mistrzostwa Europy
| Konkurencje       | 2017 |
| Bouldering        | 50   |
| Prowadzenie       | 31   |
| Wsp. na czas      | 10   |
| Wspinaczka łączna | 8    |